# Jersey Shore
Jersey Shore (engl. kurz für: Die New-Jersey-Küste) ist eine Reality-TV-Sendung, die auf MTV und auch VIVA ausgestrahlt wurde und acht junge Amerikaner (mit italienischen Wurzeln) bei ihrem Sommerurlaub begleitet: in der ersten, dritten, fünften und schließlich letzten sechsten Staffel in Seaside Heights im Ocean County in New Jersey, in der zweiten Staffel in Miami Beach und in der vierten in Florenz, Italien. Die erste Staffel wurde im August 2009 gedreht, vornehmlich im Ferienhaus der Darsteller, aber auch in Toms River, Neptune und Atlantic City. Die Serie führte in den USA zu zahlreichen Kontroversen wegen der stereotypen Darstellung von italo-amerikanischen Jugendlichen.

## Produktion
Einer der Auslöser für den Erfolg war die Ausstrahlung eines Faustschlags als Vorschau auf die zweite Folge gegen Ende der ersten Folge der ersten Staffel, der Nicole „Snooki“ Polizzi zu Boden streckte. Obwohl der Ausschnitt in der zweiten Folge nicht gesendet wurde, kursierte die Szene bald im Internet und die Zuschauerzahlen verdoppelten sich von der ersten zur zweiten Folge.
Da die erste Staffel der Serie ein großer Erfolg für MTV war, gab der Sender im Januar 2010 bekannt, eine zweite Staffel mit insgesamt 12 Folgen drehen zu wollen, die im Sommer desselben Jahres ausgestrahlt werden sollte. Die erste Hälfte dieser Staffel wurde im Mai 2010 in South Beach, nahe Miami Beach gedreht. Der Rest der Staffel wurde wieder an der Jersey Shore gedreht. Später wurde bestimmt, dass aus Miami genug Filmmaterial für eine eigenständige Staffel vorliegen solle, welche am 29. Juli 2010 beginnen sollte. Das Filmmaterial aus Jersey Shore sollte für eine dritte Staffel herhalten.
Die vierte Staffel wurde im Mai 2011 in Florenz gedreht. Die Premiere erreichte mit 8,78 Millionen Zuschauern ein weiteres Rekordhoch für MTV. Direkt nach der vierten Staffel wurden die Dreharbeiten für die fünfte Staffel begonnen, wieder zurück an der Jersey Shore.
Vom 5. Januar bis 5. März 2012 wurden in den USA die Episoden der fünften Staffel gesendet. Am 4. Oktober 2012 begann die Ausstrahlung der sechsten und letzten Staffel der Serie. Das Finale wurde am 20. Dezember 2012 gesendet.
Insgesamt hat die Serie zwei Spin-offs hervorgebracht:
Eines mit Snooki und JWoww mit dem Titel Snooki & JWoww, dessen zweite Staffel am 8. Januar 2013 in den USA startete, und eines über die Karriere von Pauly D unter dem Namen The Pauly D Project. Letzteres wurde nach einer Staffel mit 12 Episoden eingestellt.
Auch gibt es inzwischen einen Nachfolger der Jersey Shore names ‚Geordie Shore‘, die nicht in Amerika, sondern in Newcastle, England gedreht wird.

## Besetzung

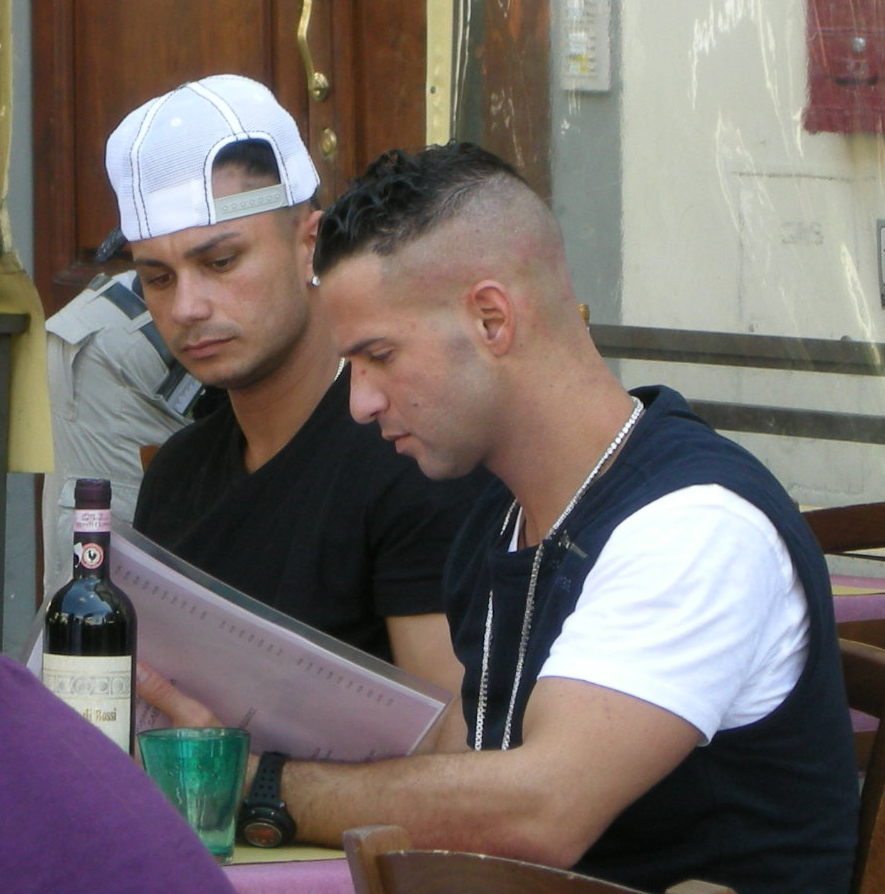
„Pauly D“ (links) und Mike „The Situation“ Sorrentino in Florenz, Mai 2011

| Name                                 | Staffeln | Alter a (Jahrgang) | Heimatstadt                                | Ethnie                         | Synchronsprecher   |
| ------------------------------------ | -------- | ------------------ | ------------------------------------------ | ------------------------------ | ------------------ |
| Jennifer „JWoww“ Farley              | 1–6      | 40 (1985)          | Franklin Square, New York                  | Irisch-Spanisch                | Anja Stadlober     |
| Michael „The Situation“ Sorrentino   | 1–6      | 44 (1981)          | West New Brighton, Staten Island, New York | Italo-Amerikanisch             | Björn Schalla      |
| Nicole „Snooki“ Polizzi              | 1–6      | 37 (1987)          | Marlboro, New York                         | Italo-Chilenisch               | Nora Kunzendorf    |
| Paul „Pauly D“ DelVecchio            | 1–6      | 45 (1980)          | Johnston, Rhode Island                     | Italo-Amerikanisch             | Julius Jellinek    |
| Ronaldo „Ronnie“ J. Ortiz-Magro Jr.  | 1–6      | 39 (1985)          | Bronx, New York                            | Puerto Rico-Italo-Amerikanisch | Martin Kautz       |
| Samantha „Sammi Sweetheart“ Giancola | 1–6      | 38 (1987)          | Hazlet Township, New Jersey                | Italienisch-Griechisch         | Esra Vural         |
| Vincent „Vinny“ Guadagnino           | 1–6      | 37 (1987)          | Staten Island, New York                    | Italo-Amerikanisch             | Thaddäus Meilinger |
| Angelina Pivarnick                   | 1–2      | 39 (1986)          | Staten Island, New York                    | Polnisch-Italo-Amerikanisch    | Nicole Hannak      |
| Deena Nicole Cortese                 | 3–6      | 38 (1987)          | New Egypt, New Jersey                      | Italo-Amerikanisch             | Julia Kaufmann     |

## Ausstrahlung
| Staffel | Episoden | Erstausstrahlung (USA)               | Erstausstrahlung (Deutschland)    |
| ------- | -------- | ------------------------------------ | --------------------------------- |
| 1       | 9        | 3. Dezember 2009 bis 21. Januar 2010 | 23. März bis 18. Mai 2010         |
| 2       | 13       | 29. Juli bis 21. Oktober 2010        | 5. September bis 22. Oktober 2010 |
| 3       | 13       | 6. Januar bis 24. März 2011          | 27. März bis 16. August 2011      |
| 4       | 12       | 4. August bis 20. Oktober 2011       | 4. September bis 2. Dezember 2011 |
| 5       | 11       | 5. Januar bis 5. März 2012           | 18. März bis 2. Juni 2012         |
| 6       | 13       | 4. Oktober bis 20. Dezember 2012     | seit 8. März 2013                 |

## Merchandise

### DVD-Veröffentlichungen
Am 23. Februar 2010 veröffentlichte MTV in Zusammenarbeit mit amazon.com die erste Staffel auf DVD, wobei allerdings einige Songs, inklusive des Titelsongs „Get Crazy“, ausgetauscht wurden. Für den Einzelhandel erschien die DVD am 20. Juli, veröffentlicht von Paramount Home Entertainment, mit zusätzlichen Kommentaren zur Show. Beide DVDs enthalten unter anderem aus der TV-Serie entfernte Szenen, das „Reunion Special“, „Tips from the Situation and Snooki“, „Before the Shore“, und das „Jersey Shore Makeover with Michael Cera“. Obwohl die DVDs eigentlich unzensiert erscheinen sollten, sind einige Stellen trotzdem noch zensiert. Am 28. Dezember 2010 wurde schließlich die zweite Staffel unzensiert veröffentlicht.

### Soundtrack und Bücher
Am 20. Juli 2010 wurde der offizielle Soundtrack zur Serie von MTV veröffentlicht. Verschiedene Musiker wie Enrique Iglesias, Pitbull, Taio Cruz, Ludacris, Lil Jon, 3OH!3, David Guetta, Fergie, Chris Willis, Girlicious und LMFAO, sowie DJs wie Deadmau5, Steve Aoki, Tiësto, Diplo, Paul Oakenfold und DJ Pauly D, welcher selbst Teil der Serie ist, sollten den Soundtrack perfekt zum Sommer machen.
Ein Buch mit Zitaten aus der Serie, Gym, Tanning, Laundry: The Official Jersey Shore Quote Book wurde am 15. Juni 2010 von MTV veröffentlicht. Ein Stickerbuch, Jersey Shore Sticker Activity Book, wurde am selben Tag herausgebracht, genau wie ein Wandkalender für das Jahr 2011. Am 2. November 2010 erschien das Buch Here's the Situation, geschrieben von Mike Sorrentino in Zusammenarbeit mit Chris Millis, in welchem „The Situation“ humorvoll sein (angebliches) Leben im Kampf zwischen „Chicks“ und „Grenades“ schildert.

## Adaptionen
In Großbritannien läuft seit dem 24. Mai 2011 die Show Geordie Shore, welche das Konzept der Sendung auf eine Gruppe Menschen aus der britischen Großstadt Newcastle überträgt. In Deutschland wurden seit 2012 drei Adaptionen produziert: einmal die Sendung Party, Bruder! (13 Folgen), die beim Sender VIVA gezeigt wurde, seit dem 5. Juli 2012 die Sendung We Love Lloret des Senders ProSieben (6 Folgen) sowie das Sequel We Love Sölden (4 Folgen). Im August 2013 hat MTV Polska eine polnische Adaption der Sendung unter dem Namen Warsaw Shore – Ekipa z Warszawy angekündigt.

## Rezeption
Während die Zuschauerzahlen stetig stiegen, standen Kritiker und italo-amerikanische Interessengruppen der Sendung eher ablehnend gegenüber. Der Vorsitzende der Unico-Interessengruppe Andre DiMino beklagte sich darüber, dass Italo-Amerikaner nach der Darstellung in Die Sopranos als Gangster nun als Clowns vorgeführt würden.
Nancy Franklin, Fernsehkritikerin des The New Yorker, erklärt sich den Erfolg der Sendung so:

„'Jersey Shore' gibt uns das Gefühl, Anthropologen zu sein, die durch eine Baumlücke hindurch heimlich einen neuen Eingeborenenstamm beobachten.“

Die Serie South Park widmet der Serie eine ganze Folge („So'n Jersey Ding“ (dt. Titel) bzw. „New Jersey“, 9. Folge der vierzehnten Staffel, 204. Episode allgemein).

## Sonstiges
Im August 2011 wurde bekannt, dass das Modeunternehmen Abercrombie & Fitch den Darstellern von Jersey Shore Geld dafür geboten hatte, keine Kleidung der Marke mehr zu tragen, da dies rufschädigend sei.
In der Slapstick-Komödie Die Stooges – Drei Vollpfosten drehen ab von 2012 haben die Darsteller von Jersey Shore Nebenrollen.